# Кирил Бояджиев
 Тази статия е за актьора.  За деятеля на БКП вижте Кирил Бояджиев (комунист).  
Кирил Димитров Бояджиев е български актьор, който предимно се занимава с озвучаване на филми, сериали и реклами.

## Ранен живот
Роден е в София в 1976 година. Основното си обазование завършва в 127 СОУ „Иван Денкоглу“, а средното си през 1994 г. в 105 СОУ „Атанас Далчев“. През 1998 г. завършва актьорско майсторство за куклен театър в НАТФИЗ „Кръстьо Сарафов“ в класа на Николина Георгиева.

## Актьорска кариера
Още като тийнейджър започва да играе в младежката студия на театър „Сълза и смях“ в спектакъла „Ромео и Жулиета“ на режисьора Венцеслав Кисьов.
Играе в Национален музикален театър „Стефан Македонски“ и участва в пиеси като „Котки“, „Царицата на чардаша“, „Мис Сайгон“, „Евита“, „Някои го предпочитат горещо“, „Ще те накарам да се влюбиш“, „Граф Фон Люксембург“, „Мамзел Нитуш“, „Четирима в леглото“ и други.
В края 80-те и началото на 90-те години е участвал в детското предаване „Енциклопедия България“ за БНТ. По-късно започва предаването „Яко“, където участва от самото му създаване в рубриката „Хитринки“.

## Кариера на озвучаващ актьор
Бояджиев е известен с озвучаването на реклами, филми и сериали. Записва първия си дублаж през 1996 г. в анимационния сериал „Дръж се за мен, хлапе“ на Дисни за БНТ. Озвучава и в известни сериали като „Шеметни години“ и „Звеното“ и в теленовели като „Отмъщението“ и „Трима братя, три сестри“. От 2005 г. е режисьор на дублажите в едноименното студио на телевизия GTV. Когато по-късно е преименувана на bTV Comedy, студиото става известно като Триада. Първите три сериала, които режисира, са „Мъжко момиче“, „Дива прелест“ и „Буря от страсти“. От 2015 г. е режисьор на дублажи в Андарта Студио.
Взима решението да бъде кредитиран като Кирил Димитров през 2008 г., а като режисьор на дублажите да е Кирил Бояджиев, понеже през същата година Кирил Ивайлов Бояджиев започва озвучаваща кариера в телевизията и за да не става объркване, вторият започва да се кредитира с бащиното си име Ивайлов. Малко по-късно отново започва да се кредитира изцяло като Бояджиев, а вторият си остава Ивайлов, макар и понякога да е кредитиран като Кирил И. Бояджиев или отново като Кирил Бояджиев в „Откраднат живот“ и на сайта на Сатиричен театър „Алеко Константинов“.
| Актриса              | Заглавия | Роли                                                             |
| -------------------- | --- | ---------------------------------------------------------------- |
| Алесандро Джулиани   | Барби в принцесата и бедното момиче Звездните състезатели от Обан | Джулиан Кожи                                                     |
| Алън Ричсън          | Костенурките нинджа (дублаж на студио Доли) Костенурките нинджа: На светло | Рафаело                                                          |
| Антъни Даниълс       | Междузвездни войни: Войната на клонингите (дублаж на 1+1/Про Филмс) Лего Междузвездни войни: Империята пропуска | C-3PO                                                            |
| Бен Шварц            | Соник: Филмът Соник: Филмът 2 Накълс Соник: Филмът 3 | Таралежът Соник                                                  |
| Боб Хоскинс          | Кой натопи заека Роджър (дублаж на Александра Аудио) Хук (дублаж на Имидж Продакшън) | Еди Валиант Смий                                                 |
| Брекин Майър         | Гарфилд Гарфилд 2 | Джон Арбакъл                                                     |
| Джон Легуизамо       | Доктор Дулитъл (дублаж на bTV) Титан (дублаж на Александра Аудио) | Втори плъх Гюн                                                   |
| Джоузеф Гордън-Левит | Шеметни години Смъртоносен изстрел | Бъди Морган Ричи Никс                                            |
| Ерик Стюарт          | Покемон: Първият филм Покемон 3: Филмът (дублаж на Александра Аудио) Покемон: Завръщането на Мюту Покемон 6 Джирачи: Повелителят на желанията | Брок                                                             |
| Емилио Естевес       | Великите патета Великите патета 2 Великите патета 3 | Гордън Бомбей                                                    |
| Иън Джеймс Корлет    | Барби в Лебедово езеро Джони Тест (нахсинхронен дублаж на студио Доли) | Иван Хю Тест                                                     |
| Лео Хауърд           | Братя по карате Раздвижи се | Джак Брюър Лоугън Хънтър                                         |
| Морис Ламарш         | Самурай Джак Какво ново, Скуби-Ду? (дублаж на bTV) Скуби-Ду! Мистерия ООД (дублаж на Медия линк) | Шефът Хейс Винсънт Вангул                                        |
| Роби Еймъл           | Скуби-Ду: Мистерията започва (дублаж на Медия линк) Скуби-Ду: Проклятието на езерното чудовище (дублаж на Александра Аудио) | Фред Джоунс                                                      |
| Роб Полсън           | Голямото междучасие Ким Суперплюс (в другия епизод е Тодор Николов) Какво ново, Скуби-Ду? (дублаж на bTV) Костенурките нинджа (сериал, 2012) | Г-н Ямаширу Франсоа Свирач на пан-флейта Рафаело от 80-те години |
| Том Кени             | Самурай Джак Батман: Дръзки и смели | Сергей Пластичния човек                                          |
| Уолъс Шон            | Том и Джери пирати – морско приключение (дублаж на bTV) Скуби-Ду и Кралят на гоблините (дублаж на bTV) | Розовият пират Пол Г-н Гибълс                                    |
| Франк Уелкър         | Новите филми за Скуби-Ду Шоуто на Скуби-Ду (дублаж на Александра Аудио) Скуби-Ду и Духът на вещицата (дублаж на Александра Аудио) Скуби-Ду и извънземното нашествие (дублаж на Александра Аудио) Скуби-Ду: Гонитба в компютъра (втори дублаж на Александра Аудио) Какво ново, Скуби-Ду? (дублаж на bTV) Скуби-Ду: Легенда за вампира (дублаж на Александра Аудио) Скуби-Ду: Чудовището от Мексико (дублаж на Александра Аудио) Скуби-Ду: Чудовището от Лох Нес Алоха, Скуби-Ду! (дублаж на Александра Аудио) Шаги и Скуби-Ду детективи (дублаж на bTV) Скуби-Ду: Пирати на борда Скуби-Ду: Големият студ Скуби-Ду и Кралят на гоблините (дублажи на bTV и Александра Аудио) Скуби-Ду и Мечът на самурая Батман: Смели и дръзки Скуби-Ду! Мистерия ООД Скуби-Ду: Ужас в лагера (дублаж на Александра Аудио) Скуби-Ду: Маската на Синия сокол (дублаж на Александра Аудио) Скуби-Ду: Сценична треска (дублаж на Александра Аудио) Спокойно, Скуби-Ду! Скуби-Ду: Рицарски терор Легенда за Тарзан | Фред Джоунс Сам                                                  |
| Фреди Принц Джуниър  | Скуби-Ду (дублаж на Андарта Студио) Скуби-Ду 2: Чудовища на свобода (дублаж на Андарта Студио) | Фред Джоунс                                                      |